# Xavier Paul
Xavier Brooks Paul (né le 25 février 1985 à Slidell, Louisiane, États-Unis) est un voltigeur de la Ligue majeure de baseball sous contrat avec les Phillies de Philadelphie.

## Carrière

### Dodgers de Los Angeles
Xavier Paul est drafté en 2003 et est un choix de quatrième ronde des Dodgers de Los Angeles. Il obtient sa première chance dans les majeures en 2009 lorsque Manny Ramirez est suspendu pour 50 parties après avoir échoué un test antidopage. Paul est alors rappelé des ligues mineures et dispute son premier match avec les Dodgers le 7 mai. Il réussit son premier coup sûr en carrière le 10 mai contre le lanceur Jeremy Affeldt des Giants de San Francisco, et son premier coup de circuit le 15 mai aux dépens de Chris Volstad des Marlins de la Floride. Paul dispute onze parties avec Los Angeles et retourne aux mineures avec une moyenne au bâton de ,214 chez les Dodgers, avec un circuit et un point produit.
En 2010, les partisans des Dodgers le voient en action pour 44 parties. Il frappe pour ,231 avec onze points produits.
Après seulement sept matchs joués pour les Dodgers en 2011, Paul est cédé au ballottage et est réclamé le 26 avril par les Pirates de Pittsburgh. 

### Pirates de Pittsburgh
Paul termine la saison 2011 avec une moyenne au bâton de ,255 et 20 points produits en 121 matchs chez les Pirates et 7 chez les Dodgers.
En novembre 2011, Paul est malgré lui mêlé à une histoire judiciaire : un joueur de baseball des ligues mineures du nom de Breland Brown, 26 ans, est suspecté d'avoir convaincu la Ligue australienne de baseball (ABL) que Xavier Paul se joindrait à la ligue, à condition que lui-même y soit aussi enrôlé. Croyant à l'honnêteté de ces démarches, l'ABL ajoute donc le nom de Xavier Paul à l'effectif des Brisbane Bandits et celui de Brown aux Sydney Blue Sox. Paul ne s'étant évidemment jamais présenté à Brisbane, la ligue d'Australie communique avec lui, ce qui amène les autorités à enquêter sur ce présumé vol d'identité.
Le 28 novembre 2011, Xavier Paul est libéré de son contrat par les Pirates de Pittsburgh et devient agent libre. Il signe en décembre une entente des ligues mineures avec les Nationals de Washington. Päul ne joue qu'en ligue mineure avec Syracuse, le club-école des Nationals avant d'être libéré le 3 juillet et de signer 4 jours plus tard avec les Reds de Cincinnati.

### Reds de Cincinnati
En 2012, Paul frappe pour ,314 de moyenne au bâton en 55 matchs à sa première année à Cincinnati. Sa moyenne descend à ,244 en 2013 alors qu'il entre en jeu dans 97 parties et établit des sommets personnels de 7 circuits et 32 points produits.

### Diamondbacks de l'Arizona
Le 19 décembre 2013, Paul signe un contrat chez les Orioles de Baltimore. Il n'évolue qu'avec leur club-école de Norfolk en 2014 avant d'être libéré de son contrat le 3 août. Quatre jours plus tard, il rejoint les Diamondbacks de l'Arizona, avec qui il joue un premier match le 8 août. Il ne récolte que deux coups sûrs en 14 matchs pour les Diamondbacks, qui le libèrent le 29 août suivant.

### Phillies de Philadelphie
Il signe un contrat des ligues mineures avec les Phillies de Philadelphie le 11 novembre 2014.